# Уокер, Меган
Меган Кейла Уокер (англ. Megan Kayla Walker; родилась 23 ноября 1998 года в Ричмонде, штат Виргиния, США) — американская профессиональная баскетболистка, выступавшая в женской национальной баскетбольной ассоциации (ЖНБА). Была выбрана на драфте ВНБА 2020 года в первом раунде под общим девятым номером клубом «Нью-Йорк Либерти». Играет на позиции лёгкого форварда. В настоящее время защищает цвета российской команды «УГМК (Екатеринбург)».

## Ранние годы
Меган родилась 23 ноября 1998 года в городе Ричмонд (штат Виргиния) в семье Кита и Джонетты Уокер, у неё есть брат, Джонатан, а училась немного южнее, в городе Честерфилд, в средней школе Монакан, в которой выступала за местную баскетбольную команду.